# Sinestesia tacto-espejo
La sinestesia tacto-espejo es una condición que causa la experimentación de la misma sensación (como el tacto) que otra persona siente. Por ejemplo, si la persona observa a alguien tocándose su mejilla,  sentiría la misma sensación en su propia mejilla. La sinestesia, en general, está descrita como la condición en que un estímulo causa la experimentación de una sensación adicional. La sinestesia es normalmente una condición del desarrollo; aun así, la investigación reciente ha mostrado que la sinestesia tacto-espejo puede ser adquirida después de la pérdida sensorial que provoca una amputación.

## Introducción
Se necesitan tres condiciones para confirmar la presencia de sinestesia tacto-espejo. La primera condición es que la respuesta sinestésica, la cual está definida como la sensación que los sinestetas sienten después de observar alguien más siendo tocado, tendría que sentirse como una experiencia consciente. La segunda condición es que las respuestas sinestésicas estén inducidas por un estímulo que normalmente no induce aquella respuesta. La tercera condición es que las experiencias sinestésicas tienen que ocurrir automáticamente, sin ser pensadas previamente. Para examinar la prevalencia de esta condición, se realizó un estudio en el University College London y la Universidad de Sussex. Participaron 567 estudiantes de grado a los cuales se les entregó un cuestionario. Del cuestionario,  se determinó que aproximadamente el 2.5% de la población ha experimentado síntomas de sinestesia tacto-espejo. Otros estudios han mostrado que la prevalencia es de un 1.6% de la población, significando que esta condición es una de los tipos más comunes de sinestesia, junto con sinestesia grafema-color (1.4%) y la sinestesia día-color (2.8%).  En este momento se cree que hay dos subtipos de la condición. El primer tipo causa que una persona para sienta sensaciones en la parte de su cuerpo que refleja el tacto observado. El segundo tipo causa que una persona sienta sensaciones en el mismo lado de su cuerpo que el tacto observado.
Los estudios han intentado definir más explícitamente la intensidad de las respuestas sinestésicas. En estos estudios, se pide a los participantes que observen a otra persona siendo tocada e comentar que tipo de respuesta sinestésica experimentan. En un caso particular, se usaron clips de video para mostrar diferentes tipos de tacto observado. La intensidad del tacto sinestésico no se ve afectada por la localización del tacto observado (brazo, pierna, mano, etc.); Sin embargo, a veces es afectada por la orientación espacial del tacto observado. Cuando se tocan las manos cruzadas, las manos se descifran en la percepción de los sinestéticos. Sin embargo, cuando la mano observada está al revés, el tacto observado no se gira. La intensidad tampoco se ve afectada si el acto observado consiste en que alguien se toque a sí mismo, en lugar de tocarlo. Además, el tipo de objeto que realiza el tacto tiene un efecto significativo sobre la intensidad de la respuesta. Si se usa un dedo o una punta de cuchillo, se experimenta una intensidad mucho mayor que si se usa una pluma. Por último, ver un maniquí que se toca disminuye la intensidad del tacto observado significativamente. Por esta razón, se sospecha que para experimentar un toque sinestésico, los sinestéticos deben observar a alguien que es capaz de sentir sensaciones.
Las respuestas táctiles del espejo no se limitan a la sensación táctil. Los sinestésicos táctiles del espejo tienen una mayor capacidad de sentir empatía que los no sinestéticos, y por lo tanto pueden sentir las mismas emociones que alguien puede sentir. Además, algunas personas experimentan dolor al observar a otra persona en el dolor, y esta es una condición generalmente desarrollada desde el nacimiento. Aproximadamente el 30% de la población normal experimenta alguna forma de esta condición y alrededor del 16% de los amputados reportan dolor sinestésico después de una amputación. Esta condición puede ser adquirida o desarrollada. En la condición congénita, los sinestéticos experimentan dolor en la misma localización que el dolor observado; Sin embargo, en la condición adquirida, el dolor de alta intensidad se siente en el mismo lugar que el trauma.

## Casos detectados
El primer caso reportado de sinestesia por contacto con el espejo ocurrió en el 2005 en una paciente llamada C. Al observar a otra persona siendo tocada, también experimentaba el mismo tacto en su cuerpo. Aunque había experimentado esta sensación durante toda su vida, no se dio cuenta de que era anormal hasta que se la informó a otra persona. Ella era una persona sana por lo demás. Después de darse cuenta de que su percepción era anormal, se dio cuenta de que su primo hermano también tiene sinestesia táctil de espejo, por lo tanto, la evidencia de que se pasa genéticamente ya través del cromosoma X.

### Casos adquiridos
Un paciente de sexo masculino, llamado D. N., sufrió un derrame cerebral y experimentó parálisis junto con pérdida de sensibilidad en el lado izquierdo de su cuerpo. Si los estímulos estaban ocultos de su vista, no podía sentir ninguna sensación. Sin embargo, cuando pudiera visualizar estímulos, sería capaz de sentirlo. Incluso si D.N. creía que estaba siendo tocado, sentiría los estímulos. Un experimento fue conducido en él donde él miró un vídeo de su brazo izquierdo que fue tocado y fue dicho que era un vídeo en tiempo real de su brazo izquierdo que era tocado. Aunque nadie lo tocó, D.N. todavía experimentó sensaciones donde vio que su brazo estaba siendo estimulado en el video.
Se ha sugerido que los síntomas de la sinestesia con espejo-tacto pueden ocurrir en amputados. El 98% de los amputados reportan sensaciones fantasmas en su extremidad amputada, y uno de los tratamientos estudiados para el dolor de miembro fantasma ha involucrado una caja de espejos. En este tratamiento, el amputado coloca su brazo bueno en una caja de espejos, permitiendo que la imagen del brazo refleje donde normalmente estaría el brazo amputado. Cuando se aplica el toque al brazo bueno, los amputados han informado sensaciones correspondientes en su miembro fantasma. Estos casos pueden considerarse sinestesia espejo-táctil porque un estímulo visual fue capaz de provocar una sensación táctil. Los estudios han examinado más a fondo para determinar si los amputados realmente experimentan sinestesia táctil de espejo. Cuatro amputados fueron reclutados en un estudio y le pidieron que observara el brazo de un asistente tocado en varios ángulos. 61 de los 64 ensayos experimentaron sensaciones de contacto con el espejo, y cuando el brazo fue movido, las sensaciones fueron mejoradas. Finalmente, un amputado experimentó una sensación de frío al observar cubos de hielo tocando el brazo del asistente. Aunque hay evidencia de que la sinestesia con espejo-tacto se produce en amputados, los datos recientes no han sido concluyentes.

## Mecanismos posibles

### Asuntos no sinestésicos
En la mayoría de las personas, varias partes del cerebro se activan cuando se observa el tacto, particularmente en el sistema motor. Las neuronas espejo, descubiertas recientemente en los monos, juegan un papel en ayudar a percibir la acción. Estudios en monos han demostrado que las neuronas espejo en la corteza premotora ventral fuego tanto cuando los monos realizan tareas y cuando los monos ver otros monos realizando la misma tarea. Aunque el descubrimiento de las neuronas espejo se hizo en monos estudios recientes han sugerido que un sistema de espejo similar funciona en los seres humanos. Además, se ha demostrado que el sistema de espejos es selectivo sólo para acciones biológicas. Al observar a otro ser humano que agarra un objeto, hay un aumento en la activación de la corteza premotora. Sin embargo, al ver un robot agarrar un objeto, no hay tal aumento.
La siguiente es una lista de regiones en las que se observó una mayor activación:
- Corneta premotora
- Corteza insular
- Surco temporal superior
- Giro fusiforme
- S1 bilateral
- S2 bilateral

El giro fusiforme, SI bilateral y SII, corteza premotora y surco temporal superior se activan generalmente cuando se observa el contacto con la cabeza o el cuello de otra persona. En particular, la presentación visual de las caras activa el giro fusiforme y el surco temporal superior. Al igual que en la corteza premotora, la activación en estas áreas es mayor cuando se observan acciones biológicas o acciones realizadas por otro ser humano. La activación en S1 se organizó somatotópicamente, es decir, organizada según la parte del cuerpo que se estaba tocando. Finalmente, al observar el tacto al lado izquierdo del rostro o cuello humano, se activa el SI derecho, y al observar el tacto al lado derecho de un rostro o cuello humano, se activa el SI izquierdo.

### En la sinestesia con toque de espejo
Hay tres teorías principales para la presencia de la sinestesia de espejo-tacto. La primera teoría afirma que el sistema de espejo somatosensorial, que modula el tacto observado y el tacto del tacto, tiene activaciones que están por debajo de un umbral particular en las personas normales. Cuando las activaciones están por debajo de este umbral, una persona puede percibir y comprender el tacto observado. Se sugiere que la sinestesia táctil del espejo se produce cuando se excede este umbral. Esto resulta en synesthetes creyendo que el tacto realmente ocurre en su propio cuerpo. La mayoría de los datos apoyan esta teoría. En general, las activaciones en SI y SII son significativamente mayores en sinesthetes que en non-synesthetes. También hay una activación significativamente mayor en la corteza premotora. También se sospecha que hay un área del cerebro que sólo se activa en los sinestésicos de contacto con el espejo cuando se observa el tacto, pero no en los sinestesios. Los estudios han demostrado que la ínsula anterior es accionada en sinestesias de tacto de espejo, pero no se activa en no-sinesthetes, cuando se observa el tacto. Se cree que la ínsula anterior media la percepción consciente del tacto y está implicada en el auto-procesamiento.
La segunda teoría propone que el sistema visual y somatosensorial en personas con sinestesia táctil de espejo están directamente conectados de tal manera que es único a estos sinestéticos. Si esto es cierto, entonces no sería exacto decir que los mismos mecanismos implicados en la sinestesia de espejo-tacto se utilizan en los no-sinesthetes. La tercera teoría involucra células bimodales en la corteza parietal, específicamente en el surco intraparietal. Se sugiere que, al observar el tacto, las células bimodales para los estímulos visuales y táctiles se activan por encima de cierto umbral.

## Verificación de la presencia de la sinestesia tacto-espejo en estudios de investigación
La mayoría de los estudios sobre la sinestesia tacto-espejo verifican la existencia de la enfermedad a través de una variedad de métodos. Una forma es a través de una tarea de interferencia sensorial. En estas tareas, a los participantes se les toca la mejilla izquierda, la mejilla derecha o no, y se les pide que observen a un asistente tocado. En estudios congruentes, el ayudante es tocado en el mismo lugar que el participante es tocado. En estudios incongruentes, los participantes se tocan en áreas diferentes de las del asistente. A los sujetos se les pide que denuncien dónde sienten la sensación. Para algunos participantes, si el tacto observado ocurre en la mejilla derecha, sienten un toque sinestésico en su mejilla izquierda, y esto se llama correspondencia especular. Si el tacto sinestésico se siente en la mejilla derecha, se le llama correspondencia anatómica. La mayoría de los casos de sinestesia de tacto de espejo incluyen correspondencia especular. La tasa de errores se calcula, y se espera que ocurra una mayor tasa de error en sujetos sinestésicos en comparación con sujetos no sinestesicos.

## Enlace a la empatía
Los estudios han planteado la hipótesis de que la empatía es experimentada por un proceso de simulación. Cuando vemos a alguien sintiéndose feliz, los mismos circuitos neuronales usados para hacerlos sentir felices son activados en nuestro cerebro. Dado que los sinestésicos de tacto de espejo han aumentado la activación de los sistemas de espejo, parece probable que también experimentarían una mayor empatía, y esto se ha confirmado. Los synesthetes del tacto del espejo experimentan más empathy que no-synesthetes. Esto se determinó utilizando el cociente de empatía, que tiene tres escalas principales: empatía cognitiva, reactividad emocional y habilidades sociales. Los sinestésicos táctiles reflejados mostraron puntuaciones de empatía significativamente más altas en la reactividad emocional que en los controles. Sin embargo, los sinestésicos no mostraron puntuaciones más altas en empatía cognitiva y habilidades sociales. Así, la empatía es multifacética, y el sistema de espejos táctiles puede no ser plenamente responsable de la capacidad de empatizar.
Otras formas de investigar el papel del sistema de la neurona espejo en la empatía han sido a través del dolor y el disgusto. Con respecto al dolor, cuando se aplican estímulos dolorosos a las manos de los sujetos, las neuronas de la corteza cingulada anterior dispararon. Sin embargo, al observar los estímulos dolorosos que se aplican a las manos de otra persona, las mismas neuronas dispararon. La corteza cingulada anterior también se activó cuando se observaba a personas que serían estimuladas dolorosamente en un momento posterior. Por lo tanto, las áreas cerebrales responsables de responder al dolor se activan mientras experimentan dolor, observando que alguien experimenta dolor y observando a alguien que experimentaría dolor posteriormente. La insula, que se activa después de que una persona experimenta repugnancia, también se activa cuando observa caras que expresan disgusto, y la intensidad de la interacción es directamente proporcional al nivel de disgusto en la cara observada. Por último, la incapacidad de experimentar las emociones conduce a la disminución de la capacidad de reconocer las mismas emociones en los demás. Los pacientes con lesiones cerebrales que les impiden experimentar repugnancia podrían reconocer el disgusto en las caras de los demás.